# Cratere Sasha
Sasha  è un cratere sulla superficie di Venere.